# Laura Bicane
 (février 2018).
Si vous disposez d'ouvrages ou d'articles de référence ou si vous connaissez des sites web de qualité traitant du thème abordé ici, merci de compléter l'article en donnant les références utiles à sa vérifiabilité et en les liant à la section « Notes et références ».
Laura Bicane, née le 18 juin 1990, est une musicienne et auteure-interprète lettone. 
Elle étudie d’abord à la Špoģi Music and Art School où elle acquiert la maîtrise de l’accordéon. Elle apprend également à jouer de la guitare acoustique par elle-même. Elle présente ces premières compositions au public de l’école, à la Špoģi Secondary School. En 2017, elle sort diplômée de la Daugavpils Staņislava Broka Music High School en qualité de guitariste classique.

## Carrière
Depuis 2017, Laura Bicane a participé à plusieurs festivals à Latgale, une région de la Lettonie, où ses premières chansons ont été enregistrées pour la radio locale. En 2010, elle gagne la seconde place au concours allemand Fehmarn sucht den Inselstar et en 2012, elle participe à l’Eurovision avec sa propre chanson Freakin' Out. La même année, elle gagne le premier prix au concours européen A avec sa chanson Hello Daugavpils.
En 2013, Laura Bicane et  Kārlis Kazāks, lui aussi auteur-compositeur letton, représente  la Lettonie en Lituanie au festival « Tai-aš » de la poésie chantée. Laura donne aussi des concerts dans d'autres pays comme la France, l’Allemagne, la Belgique et la Lituanie. A cette époque, elle donne également des concerts organisés par le centre étudiant latgalien, IFES (association internationale des étudiants évangéliques), et participe à plusieurs évènements : le festival de la ville de Daugavpils, le festival Saint Joseph à Līvbērze, les soirées des musées à Liepāja et Lūznava, le festival « Mīlestība nav mirusi » à Saldus, les activités de la francophonie et d'autres festivals de musique live.
Le prix de la culture latgalienne « Boņuks »  lui a été remis deux fois : en 2010 pour les débuts en littérature, et en 2012 pour les débuts en musique.